# Pampanga
Pampanga (PSGC: 035400000 Lưu trữ ngày 25 tháng 6 năm 2009 tại Wayback Machine; ISO: PH-PAM) là một tỉnh của Philippines tọa lạc ở vùng Central Luzon. Tỉnh lỵ là Thành phố San Fernando. Pampanga giáp các tỉnh Bataan và Zambales về phía tây, Tarlac và Nueva Ecija về phía bắc, Bulacan về phía đông bắc.. Pampanga nằm ở bờ bắc vịnh Manila.
Tên gọi "La Pampanga" được người Tây Ban Nha đặt khi họ gặp cư dân bản địa sinh sống gần bờ sông. Khu vực này đã là thủ phủ của quần đảo trong hai năm 1762-1764 trong thời kỳ Anh xâm lược Manila. Tỉnh được lập năm 1571, là tỉnh sớm nhất trong 7 tỉnh ở miền trung Luzon. Tỉnh này có Sân bay quốc tế Diosdado Macapagal nằm ở vùng cảng tự do Clark tại Thành phố Angeles, cự ly khoảng 16 dặm Anh so với tỉnh lỵ.
Tỉnh này có hai căn cứ không quân thuộc không quân Philippines, đó là căn cứ không quân Basa ở Floridabalanca và căn cứ không quân Clark trước đây của không lực Hoa Kỳ ở Thành phố Angeles.

## Hành chính
Pampanga được chia ra 20 đô thị và 2 thành phố.

### Thành phố
- Angeles
- San Fernando

### Đô thị
| - Apalit - Arayat - Bacolor - Candaba - Floridablanca - Guagua - Lubao - Mabalacat - Macabebe - Magalang | - Masantol - México - Minalin - Porac - San Luis - San Simón - Santa Ana - Santa Rita - Santo Tomás - Sasmuan |